# پایتون خالدار
پایتون خالدار (نام علمی: Antaresia maculosa) نام یک گونه از تیره پایتونان است.

## غذا ها
یکی از غذاهای مورد علاقه آن خفاش‌های حشره‌خوار است که در ورودی غارهایشان صید می‌کند. نمونه‌های بزرگترین اعضای این مار معمولاً موش و سایر جوندگان کوچک را می‌خورنند. بچه های پایتون خالدار معمولاً از مارمولک های جوان ، پستانداران و دوزیستان گاه به گاه تغذیه می کنند.
- پایتون های خالدار اغلب با مار پیتون کودکان اشتباه گرفته می شوند

## تولید مثل
مار پیتون خالدار تخم میگذارد ، ماده ها این نوع 15 تخم می گذارند.
- شوند